# Джагн, Имам
Имам Сиди Джагн (швед. Imam Seedy Jagne; род. 1 октября 2003, Гамбия) — шведский футболист, полузащитник клуба «Гётеборг».

## Клубная карьера
Футболом начинал заниматься в шестилетнем возрасте в клубе «Сольведер». В 2015 году присоединился к «Хеккену». На протяжении четырех лет выступал за различные юношеские команды клуба. 2 ноября 2019 года дебютировал в чемпионате Швеции, появившись на поле в компенсированное ко второму тайму время вместо Далехо Ирандуста в матче заключительного тура с «Хаммарбю». Благодаря этому выходу на поле Джагн стал первым футболистом 2003 года рождения, сыгравшим в Алльсвенскане. В феврале 2020 года подписал с клубом первый профессиональный контракт, рассчитанный на три года.
4 октября 2020 года перебрался в английский «Эвертон», с которым заключил трёхлетнее соглашение. Там он присоединился к академии клуба и выступал за молодёжные команды.
27 декабря 2022 года вернулся в Швецию, где стал игроком «Мьельбю».

## Личная жизнь
Родился в Гамбии, откуда вместе с семьёй перебрался в Швецию, когда ему было шесть лет.

## Клубная статистика
| Выступление      | Выступление      | Выступление      | Лига | Лига | Кубки | Кубки | Конт. кубки | Конт. кубки | Итого | Итого |
| Клуб             | Лига             | Сезон            | Игры | Голы | Игры  | Голы  | Игры        | Голы        | Игры  | Голы  |
| ---------------- | ---------------- | ---------------- | ---- | ---- | ----- | ----- | ----------- | ----------- | ----- | ----- |
| Хеккен           | Алльсвенскан     | 2019             | 1    | 0    | 0     | 0     | 0           | 0           | 1     | 0     |
| Хеккен           | Итого            | Итого            | 1    | 0    | 0     | 0     | 0           | 0           | 1     | 0     |
| Всего за карьеру | Всего за карьеру | Всего за карьеру | 1    | 0    | 0     | 0     | 0           | 0           | 1     | 0     |